# Fuerzas de Defensa de Botsuana

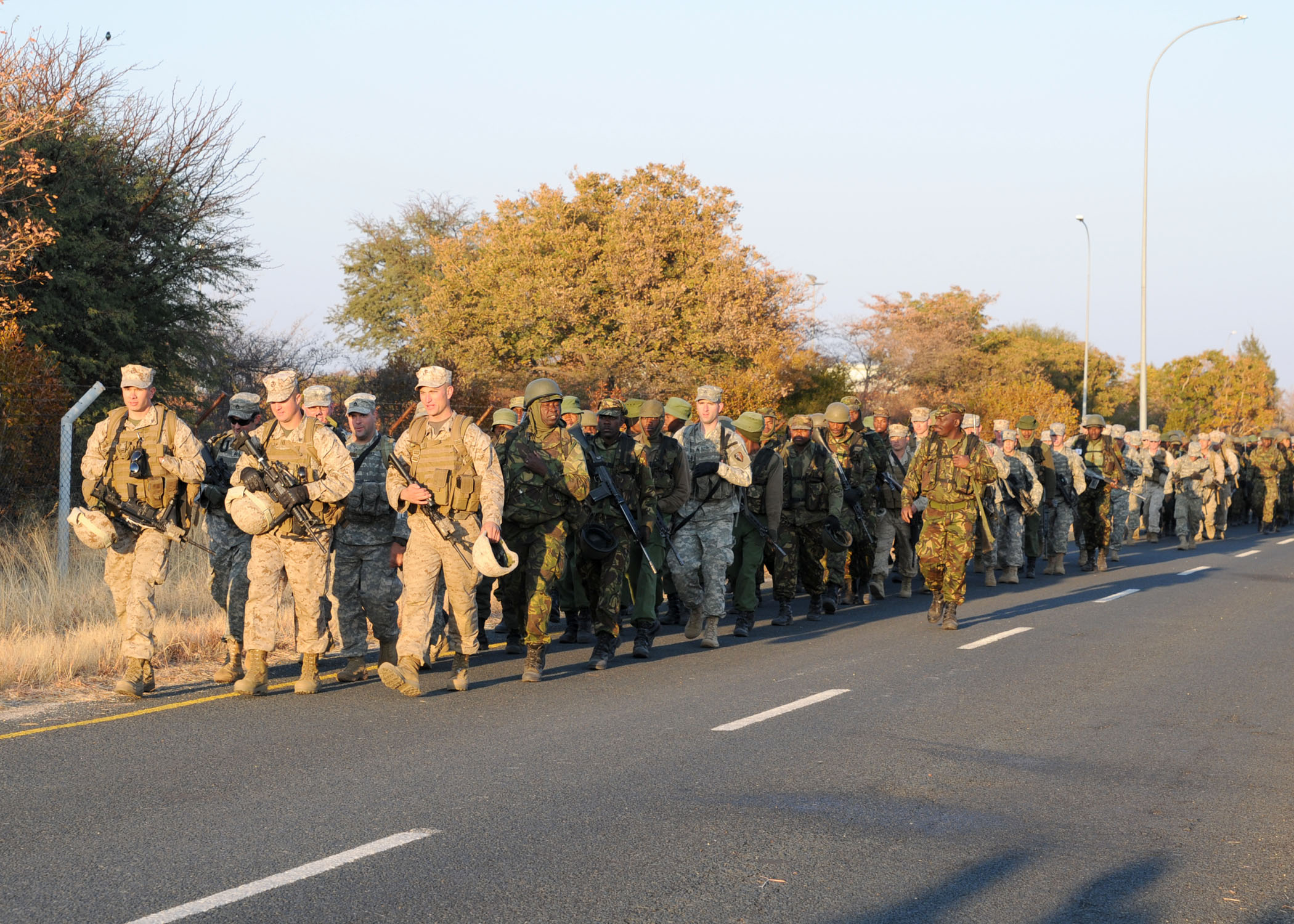
Los infantes de marina, los soldados y la Fuerza de Defensa de Botsuana realizan una marcha por carretera temprano en la mañana hacia el complejo de fuerzas especiales para entrenar juntos en la Base Aérea Thebephatshwa en Botswana.

## Historia
Formación por la ley BDF la Ley Núm. 13 de 1977 La Fuerza de Defensa de Botsuana fue levantado en abril de 1977 por una ley del Parlamento denominada "BDF Ley Núm. 13 de 1977".
El BDF se formó de los restos de la Unidad de Policía de Botsuana móvil (PMU). Única, no se heredan en sus inicios, una estructura militar colonial, instalaciones y conocimientos técnicos. Por lo tanto, nos enorgullecemos de que el BDF, en la actualidad, se encuentra entre un puñado de militares en el continente que fueron realmente de cosecha propia. Es importante tener en cuenta que la agitación política en la región en esa época, especialmente la lucha de liberación en la entonces Rhodesia y la tensión política en el sur de África que plantea importantes retos de seguridad de Botsuana y de su población joven.

## Los ex comandantes BDF
En su formación, el teniente general Mompati Merafhe (ahora retirado y vicepresidente de la República de Botsuana) se convirtió en su primer comandante. Su Excelencia, el Presidente de la República de Botsuana, Teniente General Seretse Khama Ian Khama, entonces general de brigada, fue el segundo comandante.

## Los fragmentos de la historia BDF
Era imprescindible contar con una estructura de BDF con la capacidad para satisfacer las expectativas de la gente de una fuerte fuerza de defensa capaz de proporcionar protección y seguridad a la nación. El 'Lesoma emboscada "en el que quince soldados BDF fueron emboscados y asesinados por las fuerzas rebeldes de Rhodesia en 1978 y el ataque de 1985 en Gaborone por los comandos de la Fuerza de Defensa de Sudáfrica en la que doce personas perdieron la vida, sirvió como una advertencia terrible de los peligros en el región.
Desde su creación en 1977, la Fuerza de Defensa de Botsuana ha experimentado un proceso constante de reestructuración. Esto ha ayudado a la BDF para mantenerse al día con las tácticas cambiantes de la guerra moderna. El BDF se ha pasado de ser una de cosecha propia Fuerza de Defensa a una Fuerza de Defensa de alto nivel profesional que tiene todas las capacidades para defender eficazmente del país. Con el tiempo, se ha desarrollado a partir de una compañía de fusileros en 109 Land Rover a una fuerza de defensa en toda regla bajo tres mandos principales, la Fuerza Terrestre, Defensa Logística y Arma Aérea.
BDF se ha mantenido a la par con la tecnología de la guerra moderna y ha adquirido vehículos para movilidad táctica y estratégica para la movilidad de los aviones.

## Objetivos y Funciones
Para defender el país y velar por la seguridad de Botsuana, participar en actividades externas de cooperación en seguridad, y contribuir en las operaciones de ayuda interna, con el objetivo de:
- Garantizar la estabilidad nacional y la Seguridad.
- La protección de las personas y sus propiedades.
- Protección de la Constitución de Botsuana para garantizar el imperio de la ley.
- La defensa de territorial de Botsuana en la tierra y en el aire.
- Preservación de Botsuana como un Estado libre, independiente y soberano.
- Ayudar a las autoridades civiles en las operaciones de ayuda interna.
- El fortalecimiento de las relaciones internacionales de Botsuana, al participar en actividades de cooperación regional y la seguridad.

- Datos: Q740258
- Multimedia: Botswana Defence Force / Q740258